# Кутаисская епархия
Кутаи́сская епа́рхия (груз. ქუთაისის ეპარქია) — историческая епархия Грузинского экзархата Русской православной церкви.

## История
Одна из древнейших епархий в Западной Грузии была создана на завершающем этапе объединения грузинских царств и княжеств в единое царство в последнее 20-летие X века на территориях, окормлявшихся ранее кафедрами в Родополе (Варцихе) и Петре (Цихисдзири) Лазской митрополии Константинопольского патриархата. В это время, когда Кутаиси стал столицей объединенных грузинских государств, царь Баграт III перенёс кафедру из Родополя в Кутаиси; кафедральнм собором стал, освящёенный в 1003 году Храм Успения Богородицы. При этом подразумевалось полное правовое наследование: новой епархии передавались территория, приходы, паства, земли, пожертвованные церквам и монастырям, и другое имущество (святыни, церковная утварь, ценности).
В XIII веке кутаисские архиереи получили право благословлять царей на царство: они «благословили сперва Вахтанга), а потом Константина (царь Западной Грузии в 1293-1327); царские регалии (венец и скипетр) были перенесены из кафедрального собора в Бичвинте (центр Абхазского католикосата) в храм Баграта.
В XVII—XVIII вв. Кутаисская епархия фактически была упразднена. После кончины царя Имерети Александра III (1639—1660) обострились внутренние распри, в результате чего в период с 1669 до 1770 года в Кутаисской крепости располагался турецкий гарнизон; церковь при крепости была переделана в мечеть. В царствование Соломона I на церковном Соборе 1759 года была восстановлена Кутаисская епархия и во главе её был поставлен энергичный и пользовавшийся авторитетом митрополит Максим II (Абашидзе).
В 1814 году была формально была упразднена автокефалия Церкви в Западной Грузии, в 1820 году фактически перестал существовать Абхазский католикосат и 19 ноября 1821 года путем объединения Кутаисской, Гелатской, Хонской и Никорцминдской епархий в юрисдикции Грузинского Экзархата была образована Имеретинская епархия).
Ныне территория бывшей Кутаисской епархии входит в юрисдикцию современных епархий Грузинской православной церкви: Кутаисско-Гаенатской, Убисско-Руисской, Ванско-Багдатийской и Терджольско-Ткибульской. 

## Епископы
Архиепископы
- Антоний (80—90-е гг. X — нач. XI в.)
- Самуил (Чорчанели; 10—30-е гг. XI в.)
- Арсений (50-е гг. XII в.)
- Николай (2-я пол. XII в.)
- Абуласан (60—70-е гг. XII в. — до 1178)
- Антоний (Сагирисдзе; около 1178—1191)
- Павел (90-е гг. XII в.)
- Иоанн (2-я пол. XIII в.)
- Герасим (Чхетидзе; 1529)
- Симеон (Чхетидзе; 1529—1562)
- Василий (1562—1574)
- Симеон II (Чхетидзе; 1637—1666)
- Симеон III (Чхетидзе[1]; 1666 — около 1694)
- Евдемон (около 1696—1725)
- Максим (Иашвили; около 1725—1737)
- Тимофей (Габашвили; 1737—1740, 1743—1747)

Митрополиты
- Антоний (Багратиони; 1740—1743)
- Максим II (Абашидзе; 1759—1781)[2]
- Досифей (1781—1820).

## Крупные монастыри
- Убиси, вмч. Георгия (IX в.)
- Персати (X в.)
- Кацхи, вмч. Георгия (XI в.)
- Моцамета, святых Давида и Константина Аргветских (XI в.)
- Никорцминда, свт. Николая (XI в.) Хони, вмч. Георгия (XI в.)
- Гелати, Рождества Богородицы (XII в.)
- Табакини, вмч. Георгия (XIV в.)
- Вани (Сачино), Преображения Господня (XVIII-XIX вв.)